# PPSh-41冲锋枪

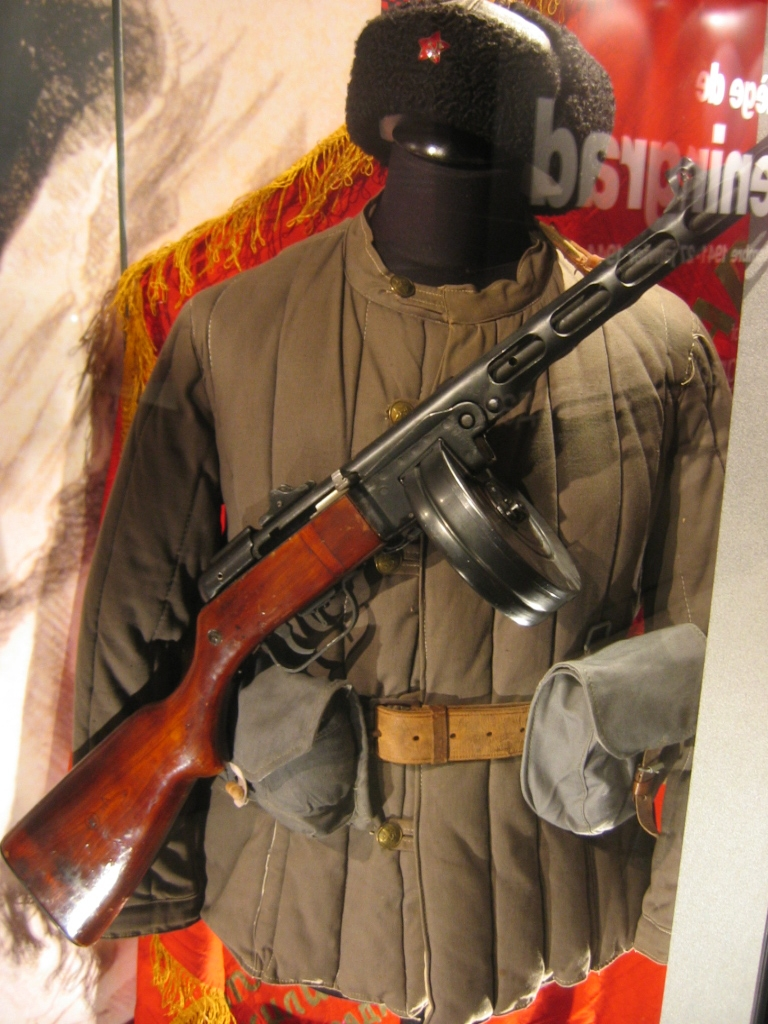
在博物館中展出的PPSh-41冲锋枪

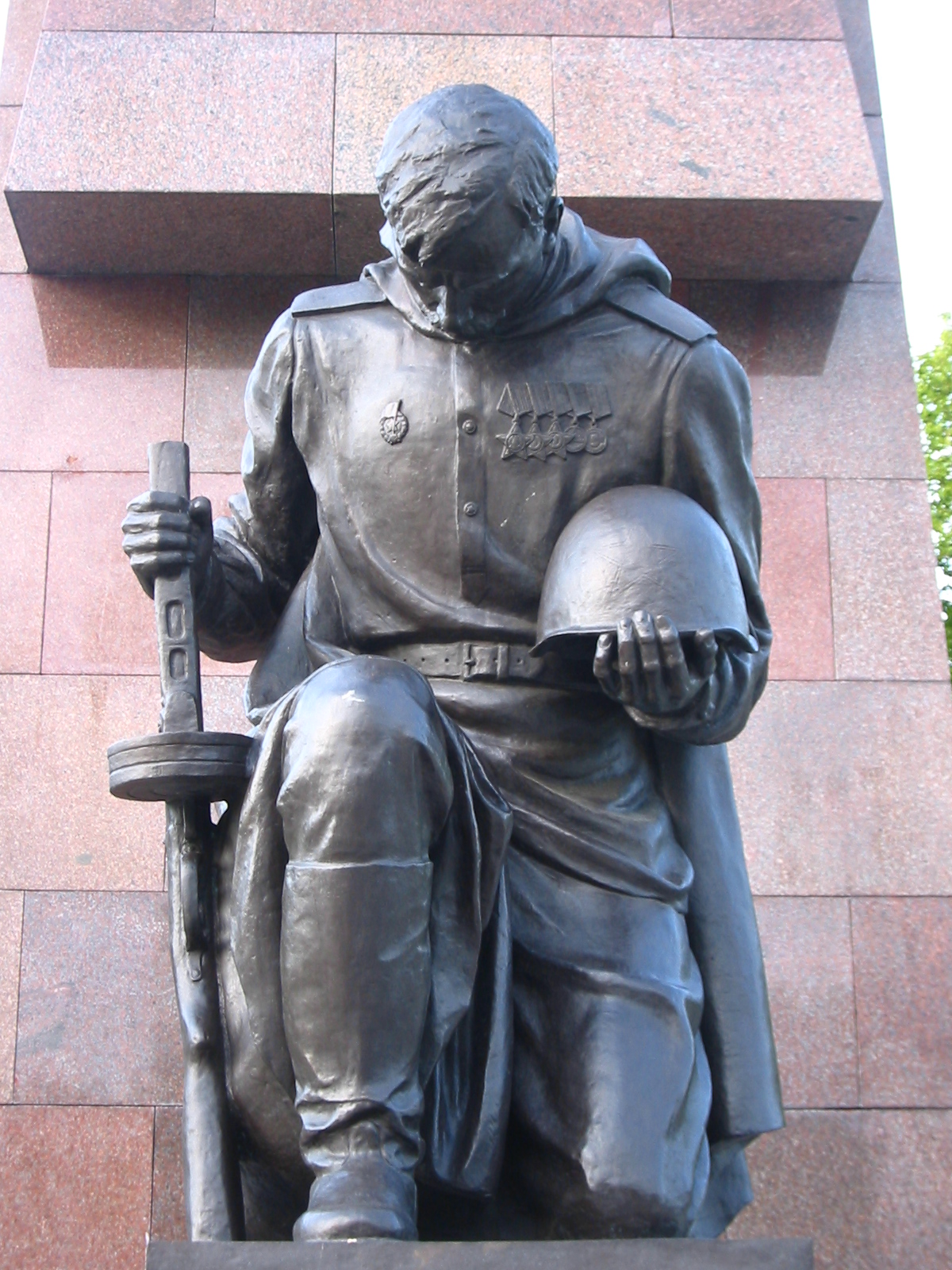
位於柏林的無名烈士墓

PPSh-41衝鋒槍（羅馬化：Pistolet Pulemyot Shpagina obraztsa 1941 goda，直译：「1941年式斯帕金機關手槍」；俗稱波波沙衝鋒槍:11）是一款由苏联在二战期間所研製及生產的冲锋枪，發射7.62×25毫米托卡列夫手枪子彈。它是苏联在二战期间生产数量最多的武器。设计该枪的目的是希望以一款较廉价的近距离速射武器取代造价高昂、工艺复杂的PPD-40冲锋枪与PPD-38冲锋枪。PPSh是一款採用開放式槍栓和反沖作用原理運作的選射式自動火器。
该枪为苏联红军步兵在二战中的标志性装备之一，到战争结束时已有约600万把交付部队使用。除此以外，PPSh-41仍在二戰後在許多武裝衝突之中使用。而中華人民共和國仿製PPSh-41的50式衝鋒槍，一直到1970年仍然供應給越南南方民族解放陣線所使用。儘管於1951年，蘇聯已經以AK取代了PPSh-41，PPSh及其仿製型從1950年代至今仍然在世界各地的武裝衝突，例如韓戰和越戰，以及最近的阿富汗戰爭和伊拉克战争當中由各支正規軍隊、叛軍和民兵所使用。根據在2002年出版的《第二次世界大戰武器百科全書》（The Encyclopedia of Weapons of World War II），PPSh-41目前仍然獲得許多非正規軍事力量所使用。

## 歷史

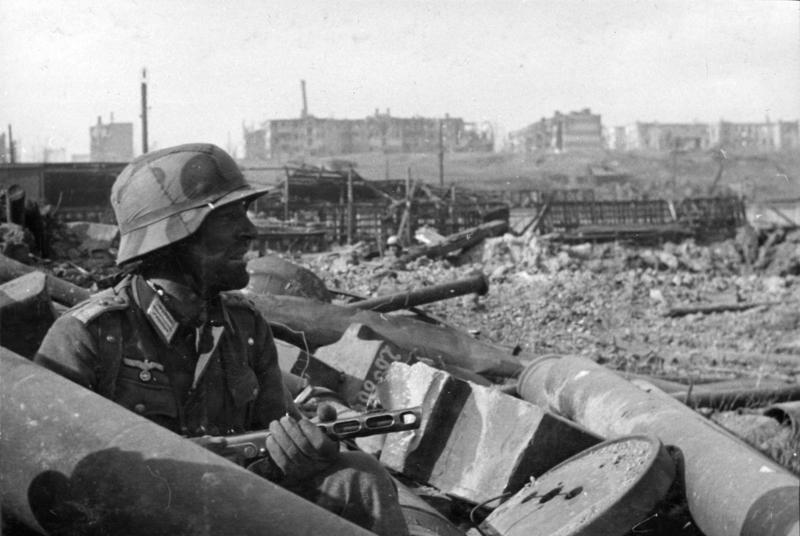
1942年，一名手持PPSh-41的德意志國防軍士兵身處在斯大林格勒的廢墟中

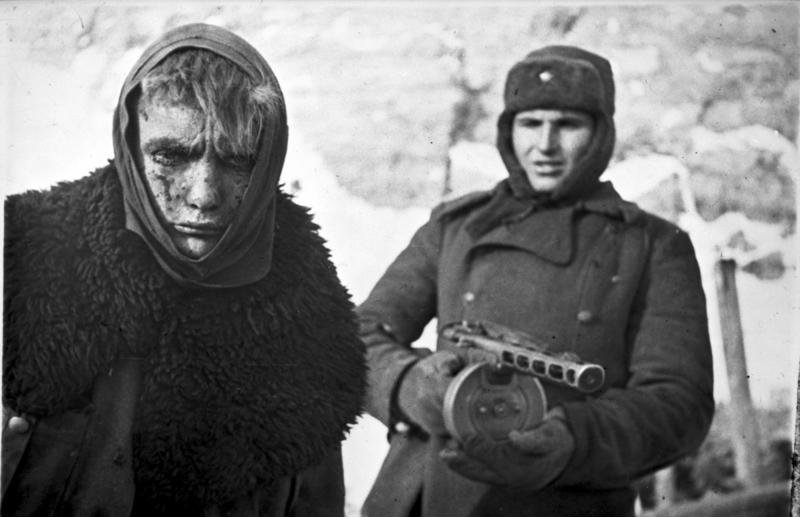
1943年，手持PPSh-41的蘇聯紅軍士兵正押送一名在斯大林格勒战役中俘擄的德軍士兵

### 第二次世界大戰
苏联開發PPSh-41的原因在於苏芬战争期間，裝備索米冲锋枪的芬兰部队對大量装备莫辛-纳甘步枪配以少量PPD-40冲锋枪的苏联红军造成了巨大伤亡的教訓所影響，使得苏军意识到冲锋枪在城市或丛林中进行近战时极为有效，故打算研製一款可以方便大量生產的衝鋒槍以裝備蘇軍部隊。1940年，蘇聯槍械設計師格奥尔基·谢苗诺维奇·什帕金开始研制新型冲锋枪，他从PPD-40冲锋枪的基础以上作出改良并简化结构，新槍在1940年12月11日定型並研製成功，命名为“PPSh-41”，並于1941年在莫斯科附近開建了一批生产线，由一名苏联共产党地方党委高級成員直接监督工廠的生产进度。
一開始在1941年11月，该武器的总产量仅有数百枝，但在接下来的五个月内，这个数字瞬間攀升到了155,000枝，而到了1942年春季，工厂一天就能生产出約3,000枝PPSh-41。战争期间，由于红军部队大量需求，苏军统帅部决定启用更多本身非從事军需品生產的工厂加入生產的行列，同時PPSh亦成為了适应大规模生产的设计典范（类似的还有戰時設計的M3，MP40和斯登）之一。直到二战結束前，蘇聯一共生產了超過6,000,000枝PPSh。他們甚至還在1942年提供图纸与制造工具授权伊朗生产，而蘇聯红军也獲得了数万把伊朗制造的PPSh-41。
在生产过程中除了枪管需要机床加工以外，其余大部分零件都是采用冲压工艺制造，其主要零件可在汽車修理厂或錫厂中由不熟練的工人使用非常簡單的設備即可生產，使得更多熟练的技術工人可以投入其他精密武器的生产。PPSh-41是由87個零件組成，而PPD-40則為95個。生产一把PPSh-41仅需7.3个工时，而一把PPD-40則需要13.7个工时。為了簡化生產程序，PPSh-41的槍管可由來自M1891莫辛-納甘步槍的7.62毫米步槍槍管加工製成，只需把莫辛-纳甘的槍管削为一半，並且改膛為7.62×25毫米托卡列夫口徑，即可製成兩根PPSh槍管。
實戰證明PPSh-41是一款耐用而且保養方式較簡單的武器，在全自動射擊時，該槍能夠以達到700－900发／分钟的射速射擊。PPSh-41亦藉由槍管罩筒的槍口端形成一具較粗的制退器，它可減少槍口上揚。鉸鏈機匣在戰場環境下可以方便地进行野戰分解及清潔槍膛。
蘇聯紅軍常常整排地装备此槍，使他們在近距离上有著敵軍所無法比擬的火力优势。數千把PPSh更曾經被空投至敵後戰線，並且大量裝備游击队以切斷德國的补给线和通信系統。雖然PPSh的弹鼓被認為過重（有苏联士兵回忆称他们宁愿选用繳獲的MP40），同時自1942年開始出现了更輕巧的35發彎形彈匣，但是大多数步兵仍然愿意保留載彈量多近一倍的彈鼓。PPSh-41的彈鼓是仿製自芬兰索米冲锋枪的71發可卸式彈鼓，但在實際使用中如果装载的子弹数多于65发，射击时可能会出现卡壳的情況，所以一般只装填65發左右的子彈。
德軍士兵尤其喜愛使用缴获的PPSh。與德军装备的MP40冲锋枪相比之下，PPSh虽然在性能上没有過於出色的地方，但由于使用71发弹鼓，容量比32发弹匣高出一倍有多，故火力持續性更強。同時也因為PPSh和TT手槍所用的7.62×25毫米托卡列夫手槍彈本身是以毛瑟C96手槍的7.63×25毫米毛瑟彈改良而成的產物，所以PPSh和TT可以直接地使用德国子彈，但由於膛壓較高的原故，7.62毫米托卡列夫口徑子彈卻不能反過來用在7.63毫米毛瑟口徑的武器，否則會很危險。事實上，由于PPSh-41被大量缴获，它因此成為了德意志國防軍在東線中採用的第二款最常見的冲锋枪。此外，德国亦试图將该武器口徑改膛為9×19毫米以使之更符合德國标准。不久，德军士兵们都得到了一套可将PPSh-41改造成发射9×19公釐帕拉貝倫彈的工具。被改成9毫米口徑的PPSh-41甚至获得了一个德意志國防軍的武器编号“MP41（r）”；而未轉換口徑的PPSh-41則被称为“MP717（r）”。德意志國防軍亦向士兵印刷和分发如何使用PPSh的德文手冊。
另外，蘇聯也嘗試過將PPSh-41用作密接空中支援殺傷人員武器，他們在圖波列夫Tu-2轰炸机的衍生型Tu-2Sh的機身架前端搭載了合共48把PPSh。
戰爭期間還誕生了PPS衝鋒槍，它是一款結構更為简单的衝鋒槍。该枪在波波莎冲锋枪的基础上进一步简化，甚至取消了快慢机，只能全自動射击。在二战期間，蘇聯红军雖有装备PPS-43，但它並未能取代掉PPSh-41。

### 国共内战
第二次世界大戰結束以後，蘇聯大量向位于西北和东北的中国人民解放军第一野战军及第四野战军供應PPSh，并由苏联海军进驻的旅顺海军基地附近成立的建新公司提供配件和弹药。曾被解放军在渡江战役中大量使用。该枪亦是东北民主联军（四野前身）侦察兵杨子荣的主战装备。

### 朝鲜战争
第二次世界大戰結束以後，蘇聯大量向其卫星國的軍隊和共產主義陣營游擊隊供應PPSh。朝鲜人民军和中国人民志愿军在參與韓戰時就接收了大量的PPSh-41。此外，朝鮮民主主義人民共和國和中華人民共和國還在蘇方許可下进行了仿制，並分別称为“49式冲锋枪”和“50式冲锋枪”。49式冲锋枪和50式冲锋枪与PPSh-41冲锋枪的唯一區別只能夠從生产工藝及槍上的銘文看出，同時北韓制造的49式僅采用弹鼓供彈而没有采用弹匣，与之相反，中国制造的50式冲锋枪仅采用弹匣供弹而没有采用彈鼓。這些武器在韓戰期間大量装备中朝部隊，美軍和韓軍也有繳獲使用。
儘管射击精度较差，但具備高射速的PPSh-41却非常適合近距離駁火，尤其是在夜間發生衝突的時候使用。據指，聯合國军的防禦前哨基地或巡邏部隊經常被多個裝備PPSh-41的共產陣營步兵连火力壓制而吃盡苦頭。一些美國步兵軍官更將PPSh-41名列為該戰爭中最佳的戰鬥武器，儘管在精度上遠遠低於M1加蘭德和M1卡宾枪，它卻能夠在短距離內提供更強大的火力。正如一名美軍步兵上尉所言：「它全自動射擊時喷射出大量子彈，同時朝鮮人大多数都偏愛在非常近的距離殺敵，不管是誰的反應更快，它能夠迅速形成强大的压制火力。在那種情況下，它使我們陷於劣勢和寡不敵眾的處境中。一場巡邏期間的短距離戰鬥是非常迅速的，而我們通常都被它打敗了。」然而其他美國軍官卻認為，在典型的100－150公尺（109.36－164.04码）作戰距離當中，他們的M2卡賓槍要比PPSh-41優秀。

### 伊拉克战争
在美伊战争期間，美軍曾於伊拉克叛軍手上繳獲過PPSh-41，其中一些更被裝上EOTECH全息瞄準鏡和前握把。

## 設計細節

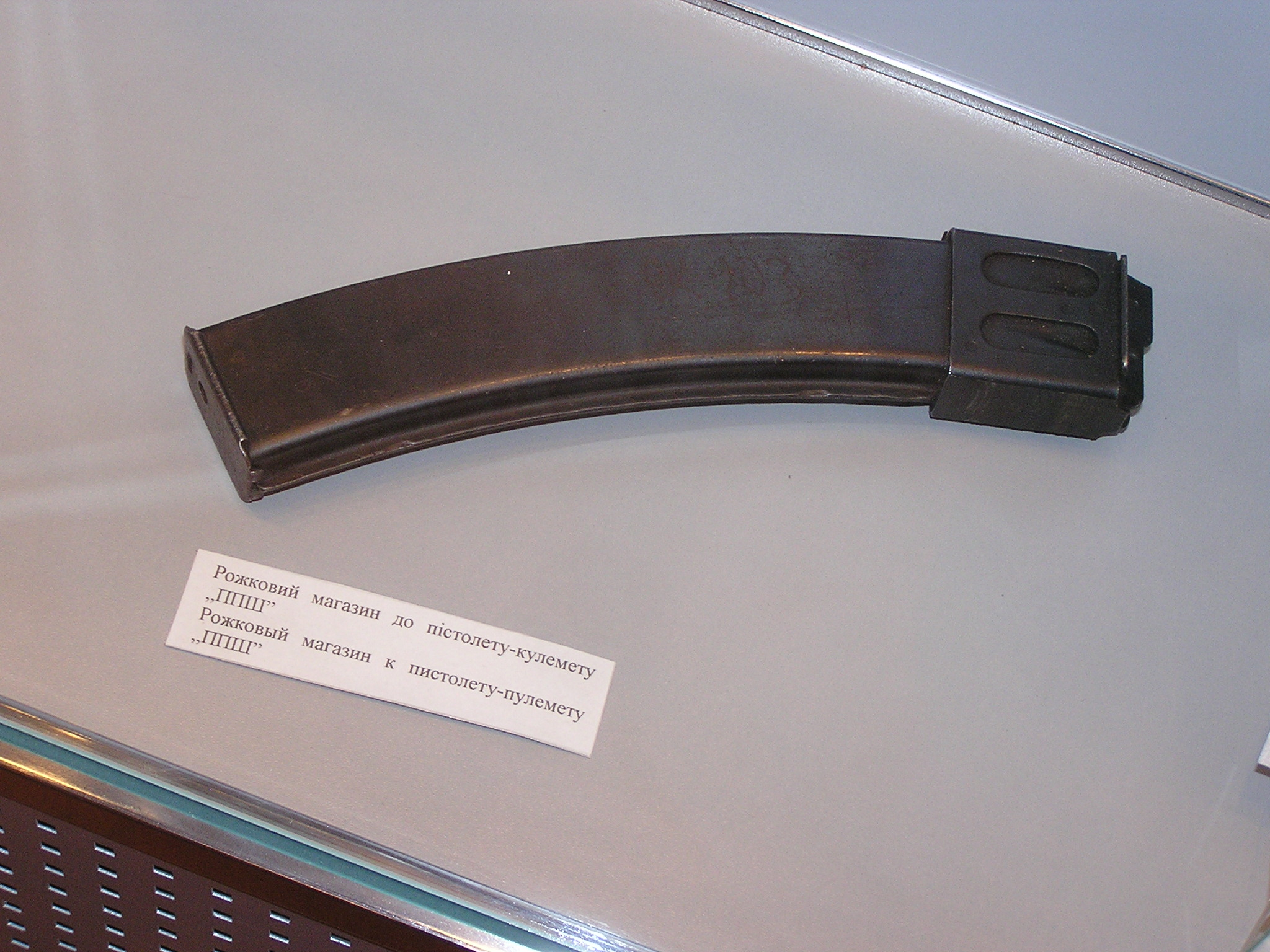
PPSh的35發可拆卸式彈匣

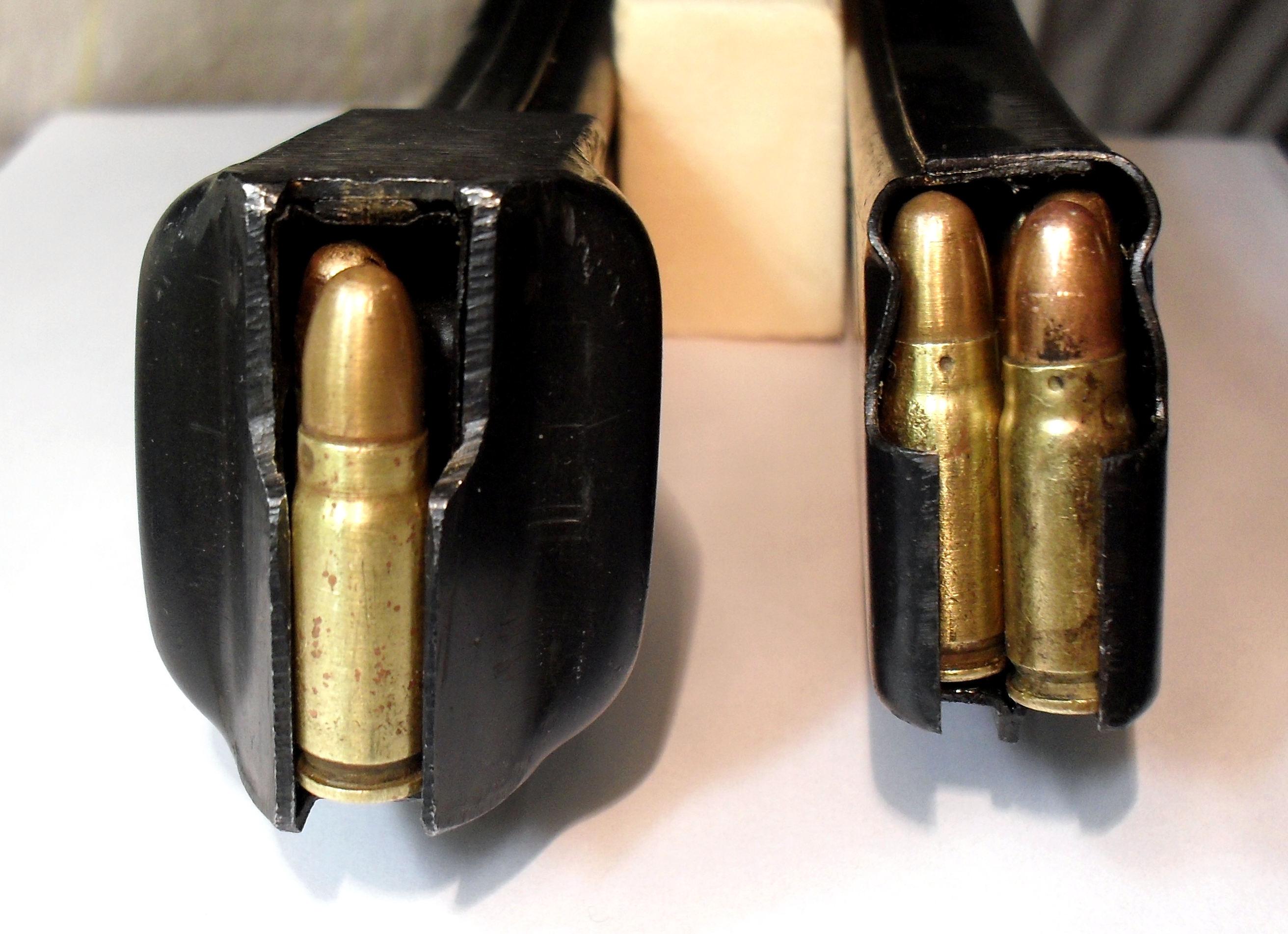
PPSh與PPS兩者的彈匣比較

PPSh-41是一款采用气体反冲式（自由式槍機原理）及開放式槍栓，可選擇半自動或全自動射擊的選射式冲锋枪。該槍發射TT手槍所使用的7.62×25毫米托卡列夫手槍子彈，為蘇聯的制式手槍和衝鋒槍彈藥。PPSh在裝上35發可拆卸式彈匣時的重量為4.15公斤（9.15磅），而裝上71發可拆卸式彈鼓時則是5.3公斤（11.68磅），並且能夠以約1,000發／分鐘的射速進行全自動射擊，射速與多數二戰時期的軍用衝鋒槍相比之下非常高。該槍是一款低成本及容易生產的武器，主要是由衝壓金屬板材和木材製成，它同時具備高耐用度及低維護性的特徵。PPSh的早期型采用弧形座带缺口照门的表尺。最終生產型的PPSh則具有頂部拋殼口和可以調整為100或200米距離的「L」型翻转式带缺口式照门式表尺，前照準器則一直是带护翼的柱形准星。枪托为固定木制枪托，大多是由白樺木製造。
PPSh-41在设计时就以适合大规模生产与结实耐用作为首要目标，对成本则未提出过高要求，因此該槍採用了木制枪托連枪身及散热罩筒等相对于其他同時代的冲锋枪而言显得相当奢侈的结构。其沉重的木质枪托和枪身使得PPSh-41的重心后移，从而保证枪身的平衡性，而且可以像步枪一样用于近身格斗（死於波波莎木质枪托以下的德軍士兵不在少数），同时还特别适合在高寒环境下握持。
槍管散热筒使得PPSh與機槍一樣能夠进行较长时间的连续射擊。PPSh的散热筒比枪管延长了约1英寸，而且在槍口稍稍前倾以充當粗略的制退器，以进一步減少在全自動射擊期間的槍口上揚。另当枪口碰触地面及工事胸墙等障礙物时还可以有效地防止尘土进入枪管，其下方并没有开口，更防止步兵在卧倒射击时被火药气体吹起的尘土遮蔽视线，進而暴露了其位置。雖然槍口制退器在這些功能方面比較成功，但同時亦有著大大增加了槍口焰和噪音的問題。
PPSh-41具有的鉸鍊式機匣可方便用戶為武器進行野戰分解和清潔。該槍的枪管和膛室内侧均进行了镀铬防锈处理，这種在当时绝无仅有的设计赋予了PPSh惊人的耐用性与可靠性，该枪可以承受腐蝕性彈藥並在各种恶劣环境下使用，以及延長其清潔間隔時間。由于槍栓行程较短，加上精度较好，在三发短点射時基本上能命中同一点。
PPSh-41並沒有前握把或前護木，因此使用者一般會以支撐手緊握武器的彈鼓後方，或是抓著彈鼓下方的邊緣。雖然在1942年設計了35发可拆卸式弧形彈匣，在二戰中配備了PPSh的蘇聯步兵仍然普遍使用原來的71發彈鼓。
PPSh的缺點包括難以重新裝填、装填71发子彈时彈鼓容易卡壳（在超過約65發時更為明顯；而设计了35发可拆卸式弧形彈匣就是為了解决这一供彈问题）、墜地時容易意外擊發（尤其是掉落在堅硬的表面時；這是所有反沖作用式衝鋒槍的通病。不過PPSh仍然配備了滑動式槍機保險以減少走火的風險），以及它过于沉重（有苏军士兵回忆称宁愿使用MP40）。儘管有這些缺點，PPSh-41仍然因其低后坐力，高度可靠性和在近距離的高度杀伤力而廣受蘇軍士兵所喜爱。

## 使用國

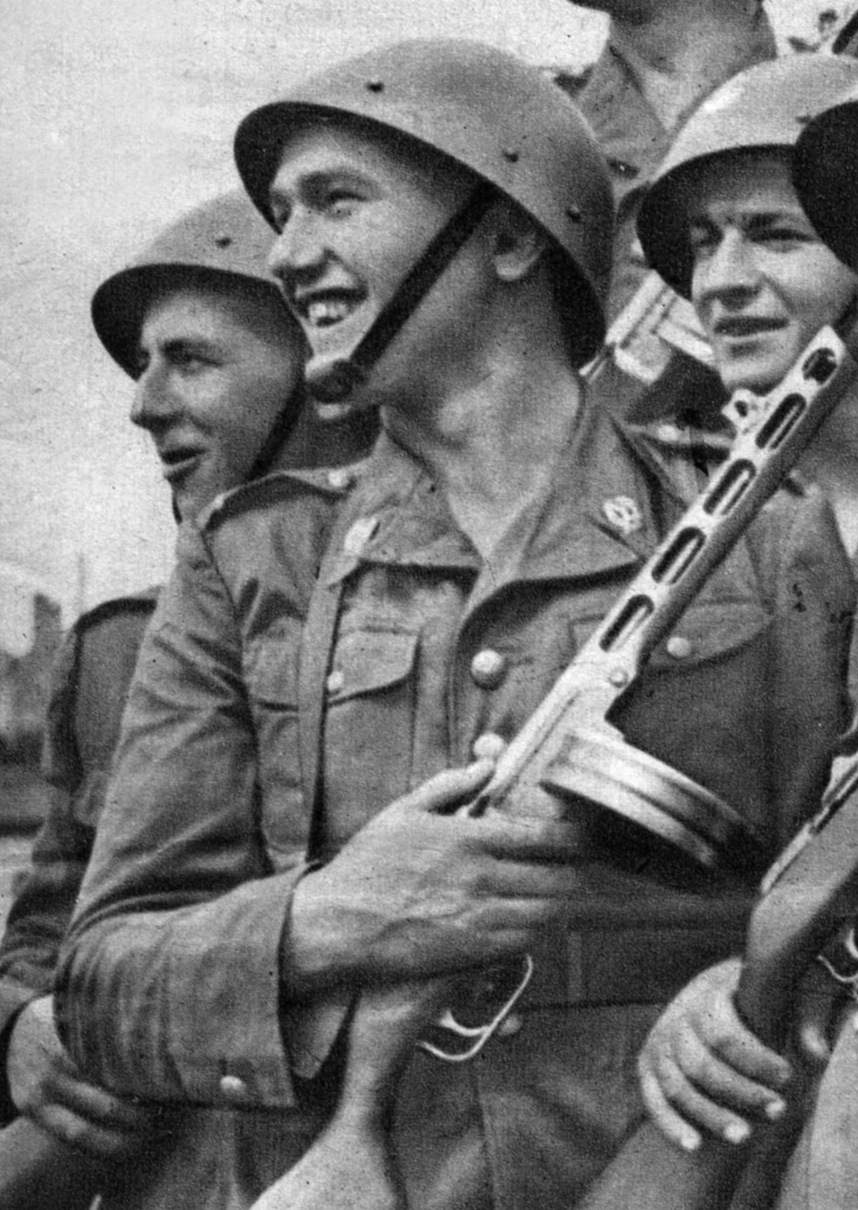
裝備PPSh-41的波蘭士兵

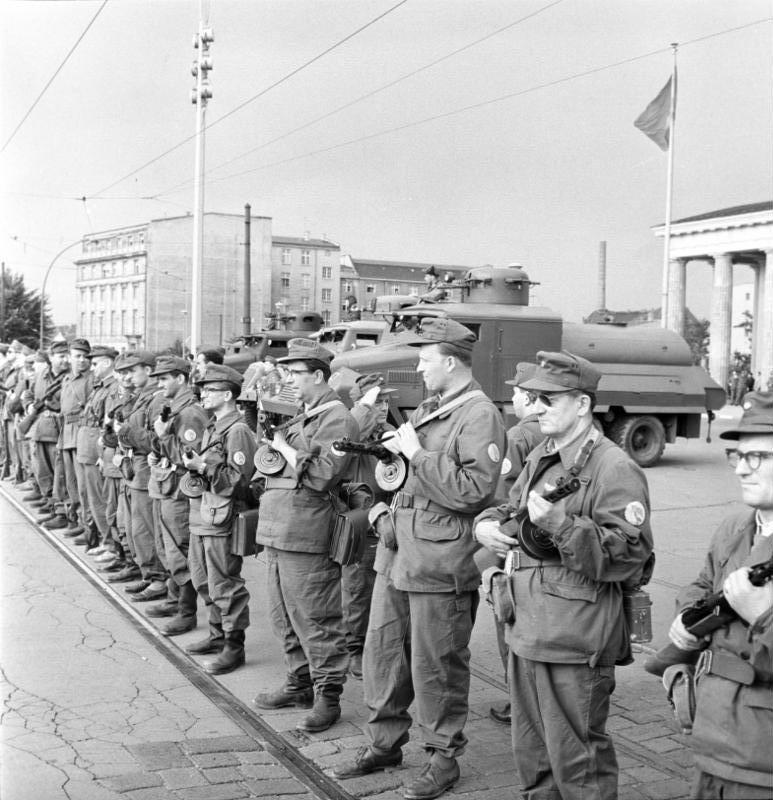
東德工人階級戰鬥隊

- 阿富汗
- 阿爾巴尼亞社會主義人民共和國[22]
- 安哥拉
- 白俄羅斯：繼承自前蘇聯。
- 保加利亞人民共和國
- 柬埔寨
- 哥伦比亚
- 刚果共和国
- 中华人民共和国
  - 中國人民解放軍：1948年大连建新公司测绘仿制生产制造了563支。1949年沈阳兵工总厂五一厂开始尝试测绘仿制，全部改用35发弧形弹匣，同时还测绘仿制了配用于该枪的7.62毫米枪弹。1950年夏测绘仿制的波波沙41冲锋枪正式命名为“50式7.62毫米冲锋枪”。正要批量投产时，朝鲜战争爆发，五一厂内迁黑龙江北安县，待重新建好厂房，大批量生产50式冲锋枪时已经是1951年3月份。为满足前线志愿军急需，被迫紧急从苏联采购了大量轻武器装备中國人民志愿军。其中包括了PPSh-41和PPS-43冲锋枪。[23][24]和由PPS-43仿制的54式冲锋枪（改用折叠枪托）。[25][26]1951年9月，中国军事代表团访苏，拿到了该枪的相关图纸。
- ：在克羅地亞獨立戰爭當中使用南斯拉夫製的M49衝鋒槍。
- 古巴[27]
- 捷克斯洛伐克社會主義共和國
  - 捷克斯洛伐克人民軍：二戰後採用，於1958年開始被vz. 58突擊步槍所取代。
- 埃及
- 衣索比亞
- 芬兰
  - 芬蘭國防軍：使用從继续战争中缴获的PPSh-41。[28][29]
- 德意志國
  - 德意志國防軍：從1940年代初開始使用從苏联红军缴获的PPSh-41並且命名為MP717（r），而將武器口徑轉換9×19毫米口徑子彈的PPSh-41則命名為MP41（r）。[30]
- 东德
  - 德意志民主共和国边防军：命名為MPi41，從1960年開始被AK所取代。[31]
  - 工人階級戰鬥隊
- 希腊
- 几内亚[22]
- 匈牙利
  - 匈牙利皇家陸軍（英语：Royal Hungarian Army）：在二戰期間使用缴获的PPSh-41。
- 匈牙利人民共和国
  - 匈牙利人民軍：於1950年代初開始於當地生產，並命名為7.62mm Géppisztoly 48.Minta（簡稱：48m.）[4][32]
- 印度尼西亞
- 伊朗帝國
  - 伊朗帝國軍：在1940年代當地生產，使用切線型照門。[32][33]
- 伊朗伊斯蘭共和國
- 伊拉克
- 伊拉克库尔德斯坦
- - 朝鮮人民軍：在朝鲜战争起大量装备部队，並命名为49式冲锋枪。[34]
  - 工農赤衛隊
- - 大韓民國國軍：使用從朝鲜人民军和中国人民志愿军缴获的PPSh-41，在韓戰中被發現有限地使用，目前仍用於假想敵部隊。
- [22]
- 黎巴嫩
- 毛里塔尼亚
- 蒙古：由蘇聯供應。
  - 蒙古人民軍
- 莫桑比克
- 摩洛哥
- 尼加拉瓜
- 波蘭人民共和國
  - 波蘭人民軍：當地生產，與蘇聯設計的型號相同。[35]
- 羅馬尼亞
- 俄羅斯：繼承自前蘇聯。
  - 俄羅斯聯邦武裝力量：至今仍有用於訓練、軍營、儀仗軍及儲備。
- 苏联
  - 蘇聯紅軍／蘇聯武裝力量：從1942年開始服役；1951年起被AK所取代。[26]
  - 蘇聯海軍
- 叙利亚
- 坦桑尼亚
- 图瓦人民共和国：由蘇聯供應。
- 乌克兰：繼承自前蘇聯。
  - 烏克蘭武裝部隊：2022年俄羅斯入侵烏克蘭期間仍有被國土防衛軍所使用。
- 越南
  - 越南人民軍：大量列装北韓制49式冲锋枪和中國製50式冲锋枪以及由50式仿制而来的K-50M冲锋枪。K-50M使用來自PPSh-41的35發可拆卸式彈匣，不過部份不同的地方是K-50M的冷卻用套管被截斷約76毫米和前準星是來自法国MAT-49冲锋枪。其它的改進還包括：增加了手槍握把、一種同樣地來自MAT-49的鋼絲製可伸縮設計槍托和縮短型槍管。這些改進令K-50M大大減輕。[14][22]
- 葉門
- 南斯拉夫社會主義聯邦共和國：本土生產並命名為M49衝鋒槍。[36][37]
  - 南斯拉夫人民軍
- 辛巴威[2]

## 衍生型
- 二戰期間，德意志國防軍缴获大量PPSh-41以後，德国亦试图將武器改膛為9×19毫米口徑以使之更符合德國标准。不久，德军士兵们都得到了一套可将PPSh-41改造成发射9×19公釐帕拉貝倫彈的工具。被改成9毫米口徑的PPSh-41甚至获得了一个德意志國防軍的编号“MP41（r）”；而未轉換口徑的PPSh-41被称为“MP717（r）”。德意志國防軍亦為士兵印刷和分发如何使用缴获的PPSh的德文手冊。[16]
- 蘇聯也嘗試過將PPSh-41用作密接空中支援殺傷人員（英语：Anti-personnel weapon）武器，在圖-2轟炸機的衍生型Tu-2Sh的機身機架前端安裝了合共48枝PPSh-41衝鋒槍。[17]

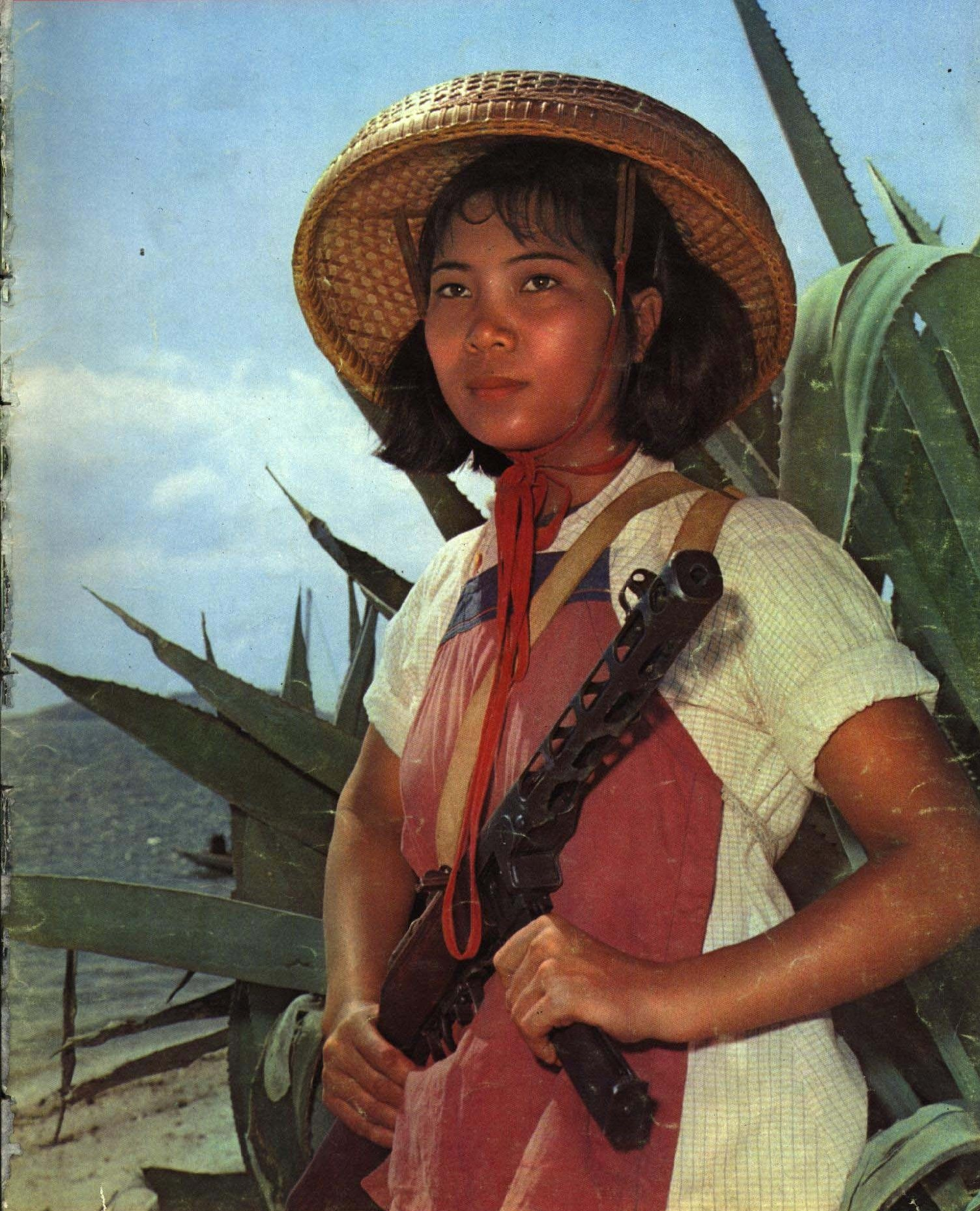
中國大陸女民兵手持50式衝鋒槍

- 50式冲锋枪：中華人民共和國仿製的PPSh-41冲锋枪。與蘇聯版不同的是，50式冲锋枪不使用71發可卸式彈鼓，而只使用35發可拆卸式彈匣。[34]
- 49式冲锋枪：朝鮮民主主義人民共和國仿製的PPSh-41冲锋枪。與蘇聯版不同的是，49式冲锋枪不使用35發可卸式彈匣，而只使用71發可拆卸式彈鼓。[34]

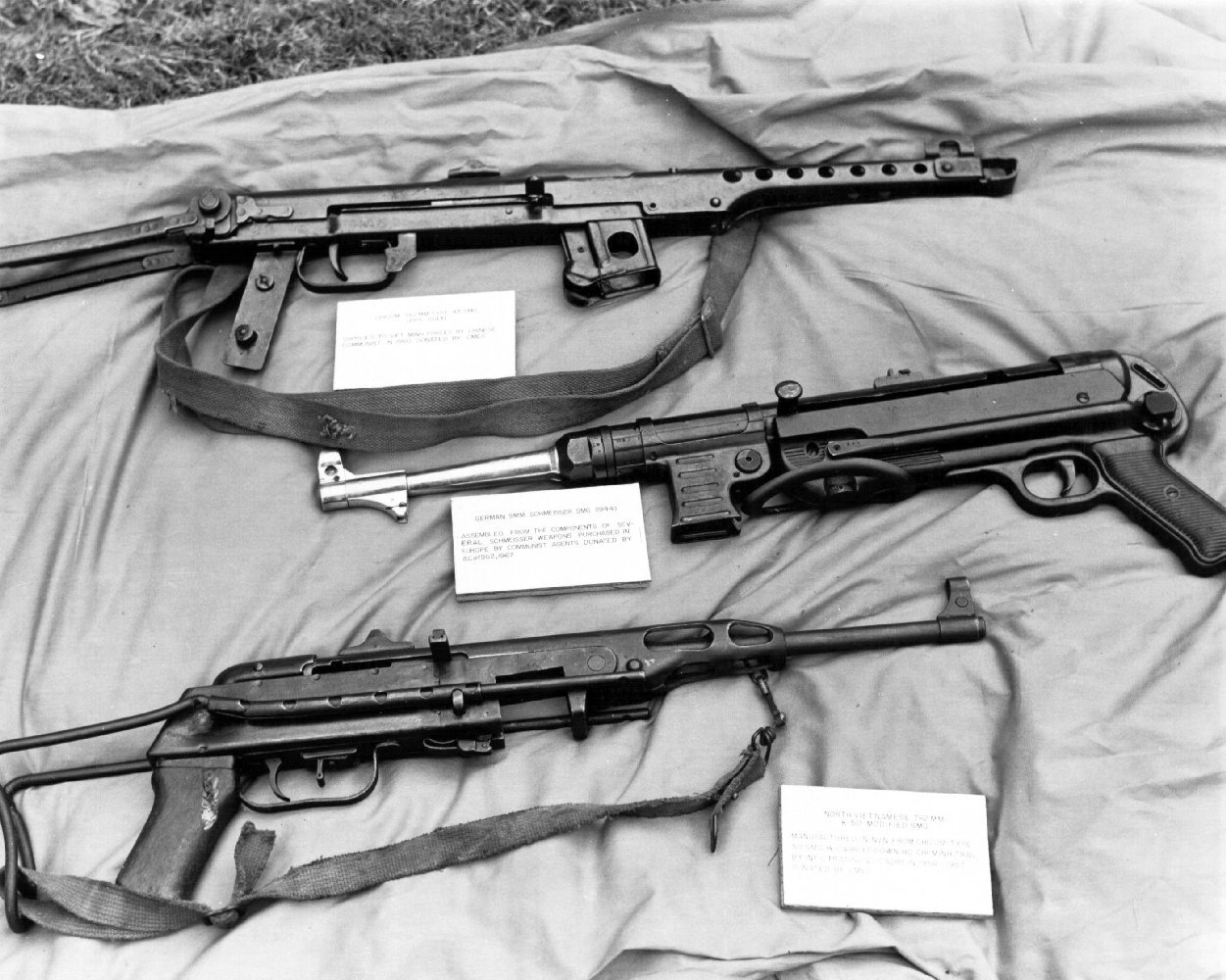
美軍收集起自越南人民军部隊繳獲的衝鋒槍。由上至下是：PPS冲锋枪，MP40和K-50M

- K-50M冲锋枪：在越戰期間，北越軍隊大量列装以中國製50式冲锋枪仿制的K-50M冲锋枪。K-50M使用來自PPSh-41的35發可拆卸式彈匣，不過部份不同的地方是K-50M的冷卻用套管被截斷約76毫米，以及其前準星是來自法国MAT-49冲锋枪。[38]其它的改進還包括：新增了手槍握把、一具同樣地來自MAT-49的鋼絲製可伸縮設計槍托和縮短型槍管。[14][39]這些改進令K-50M的重量僅3.4公斤（7.5磅），比起PPSh-41的3.9公斤（8.6磅）還減輕了500克（1.1磅）。[40]K-50M冲锋枪主要以35發可拆卸式彈匣供彈，但槍托縮折後亦可對應71發可卸式彈鼓。[39]
- M49衝鋒槍：南斯拉夫社會主義聯邦共和國仿製的PPSh-41冲锋枪。
- SKL-41：由一間德國槍廠於2008年推出的PPSh半自動版本，目前以SKL-41之名於德國市場發售。該槍發射9×19毫米口徑子彈。除了仿製原來的彈匣外，它也能使用MP40的彈匣。

## 登場作品
PPSh-41普遍的出現在描繪二次大戰德蘇戰爭的作品，不過也曾出現於一些以二戰後的武裝衝突（如：韓戰、越戰等）為背景的作品。

### 電影
- 2001年—《大敵當前》：以彈鼓供彈，由蘇聯紅軍士兵所使用。
- 2002年—《勇士們》：以彈匣及彈鼓供彈，由越南南方民族解放陣線戰士及北越士兵所使用。
- 2004年—： 以彈鼓供彈，由蘇聯紅軍士兵所使用。
- 2004年—： 以彈鼓供彈，由朝鮮人民軍士兵所使用。
- 2011年—《登陸之日》：以彈鼓供彈，由蘇聯紅軍和德意志國防軍士兵所使用。
- 2013年—：以彈鼓供彈，由蘇聯紅軍和德意志國防軍士兵所使用。
- 2020年—《卡拉什尼科夫（英语：AK-47 (2020 film)）》：以彈鼓供彈，由蘇聯紅軍士兵所使用。其中一幕在村莊與德軍士兵交火的關鍵時刻發生了卡彈，繼而被敵方搶先開火，導致使用者被打中受傷。在脫險後由米哈伊爾·卡拉什尼科夫（尤里·鮑里索夫飾演）檢查該槍的彈鼓。另外也出現在武器生產工場當中。

### 電視劇
- 2013年—《我們的父輩》：以彈鼓供彈，由蘇聯紅軍士兵所使用。
- 2015年—《三八线》：以弹匣及弹鼓供弹，由中国人民志愿军士兵所使用。

### 電子遊戲
- 2000年—：苏联阵营步兵单位“动员兵”的武器。
- 2002年—
- 2003年—：以彈鼓供彈，由蘇聯紅軍士兵所使用。
- 2004年—：以彈匣及彈鼓供彈，由蘇聯紅軍士兵所使用。
- 2005年—《2》：以彈鼓供彈，由蘇聯紅軍士兵所使用。
- 2005年—《真實計劃》：以彈鼓供彈。
- 2006年—《赤色交響樂隊：東線41-45（英语：Red Orchestra: Ostfront 41-45）》：以彈鼓供彈，由蘇聯紅軍士兵所使用。
- 2007年—《戰地之王》：以彈鼓供彈。
- 2008年—：命名為「PPSh-41」，載彈量71發（戰役模式及納粹殭屍模式）、35發（聯機模式）和70發（聯機模式延長彈匣），最高攜彈量為355（戰役模式及納粹殭屍模式）和210（聯機模式）。戰役模式之中以彈鼓供彈，由苏联红军所使用；聯機模式時於等級53解鎖，預設以彈匣供彈，並可以使用覘孔式瞄準鏡、延長彈匣（將彈匣更換為彈鼓）等修改；殭屍模式時有一款衍生型稱作「收割者」，載彈量115發，最高攜彈量700發，並可以使用延長彈匣。
- 2007年—：以彈鼓供彈，奇怪地被改造成一種戰鬥散彈槍。
- 2010年—：以彈匣供彈，戰役模式關卡“Project Nova”當中由蘇聯紅軍所使用。
- 2010年—：只於越戰資料片中登場，命名為“PPSh”，以彈鼓供彈然而奇怪地載彈量只有25發，而且射速偏低。
- 2014年—《生存法則（英语：Survarium）》
- 2014年—《合同戰爭》
- 2015年—《戰術小隊》：命名為“PPSh-41”，以彈匣及彈鼓供彈，由叛軍突擊兵所使用。
- 2016年—《III》： 以彈匣及彈鼓供彈，由於玩家角色被設定為半機械化改造人（僅限聯機模式），故在裝備該槍時會直接把槍管隔熱罩充當護木握持而無需擔心會被燙傷。只於聯機模式和殭屍模式中登場。
- 2016年—《英雄與將軍》
- 2016年—《少女前線》
- 2017年—：命名為“PPSh-41”，使用來自PPS-43的彈匣插口（以彈匣供彈時），射速比真槍要低，可以使用彈匣和彈鼓（使用“延長彈匣”時，但只裝填52發）供彈。戰役模式當中由德意志國防軍所使用，奇怪地會大量於西線出現。聯機模式時為解鎖武器，並奇怪地可加裝抑制器。
- 2020年—：為第三季戰爭通行證新增武器，命名為“PPSH41”，初始為裝備35發可拆卸式弧形彈匣，但是奇怪的是只可容納32發，升級後可換裝71發彈鼓。
- 2021年—《決勝時刻：先鋒》：命名為“PPSh-41”，預設以彈鼓供彈。
- 2021年—《極地戰嚎6》：命名為 “PPSH-41”，使用71發彈鼓可改裝為95發，可加裝瞄具、外紅點。
- 2021年—《應徵入伍》：作為紅軍科技樹BR III(彈匣)和BR V(彈鼓)研發使用。
- 2022年—《蔚藍檔案》：池倉瑪麗娜的固有武器「巴拉萊卡」原型。

### 動畫
- 2009年—《幽冥特工》： 以彈鼓供彈，由蘇聯紅軍和瓦利亞所使用。
- 2010年—《Angel Beats!》：以彈鼓供彈，由藤卷所使用。
- 2017年—《Re:CREATORS》：以彈鼓供彈，由反派主角阿爾泰爾／軍服公主（アルタイル／軍服の姫君，CV：豐崎愛生）所持有。

### 漫畫
- 2010年—《呆萌蠢戰線 -魔女瓦西卡的戰爭（日语：靴ずれ戦線 -魔女ワーシェンカの戦争-）》：由娜佳和蘇聯紅軍士兵所使用。